# إريك موركم
جون إريك بارثولوميو (بالإنجليزية: John Eric Bartholomew)، الذي اشتهر باسمه الفني إريك موركم (بالإنجليزية: Eric Morecambe) ـ (14 مايو 1926 ـ 28 مايو 1984) هو ممثل كوميدي إنجليزي، كوّن مع إيرني وايز ثنائيًا عُرف باسم «موركم ووايز». استمرت هذه الشراكة الفنية من سنة 1941 إلى وفاة موركم سنة 1984. وقد اشتق موركم اسمه الفني من اسم موطنه الأصلي، وهو منتجع موركم في لانكشر.
حظي عرض «ذا موركم آند وايز شو» التلفزيوني بشعبية جارفة، حتى أن إحدى حلقاته التي عُرضت في أحد أعياد الميلاد (الكريسماس) حققت مشاهدات وصلت إلى 27 مليون شخص في المملكة المتحدة. وقد احتل موركم ـ وهو من أشهر الممثلين الكوميديين في الذاكرة الشعبية البريطانية ـ المركز الثاني والثلاثين في استفتاء "أعظم مائة بريطاني"، الذي أجرته بي بي سي سنة 2002.

## وفاته
في 28 مايو 1984، سقط موركم بعد خروجه من على خشبة أحد مسارح تيوكسبيري في أعقاب أحد العروض، ولم يلبث أن لفظ أنفاسه الأخيرة في المستشفى بعد بضع ساعات. وكان موركم قد أصيب بنوبتين قلبيتين في نوفمبر 1968 ومارس 1979، كما خضع لجراحة فتح مجرى جانبي للشريان التاجي.

## روابط خارجية
- إريك موركم على موقع IMDb (الإنجليزية)
- إريك موركم على موقع ميوزك برينز (الإنجليزية)
- إريك موركم على موقع أول موفي (الإنجليزية)
- إريك موركم على موقع قاعدة بيانات برودواي على الإنترنت (الإنجليزية)
- إريك موركم على موقع قاعدة بيانات برودواي على الإنترنت (الإنجليزية)
- إريك موركم على موقع إن إن دي بي (الإنجليزية)
- إريك موركم على موقع ديسكوغز (الإنجليزية)
- إريك موركم على موقع قاعدة بيانات الفيلم (الإنجليزية)